# Pip Torrens
Philip Dean "Pip" Torrens, född 2 juni 1960 i Bromley i London, är en brittisk skådespelare. Han spelar rollen som Tommy Lascelles i The Crown och har haft roller i The Danish Girl, Poldark och Versailles.

## Filmografi i urval
- 1984 – Oxford Blues
- 1986 – Lady Jane
- 1992 – Patrioter
- 1994 – Mörkerseende (TV-serie)
- 1992 – Indiana Jones äventyr (TV-serie)
- 1992–1993 – Jeeves och Wooster (TV-serie)
- 1993 – Återstoden av dagen
- 1995–2007 – The Bill (TV-serie)
- 1997 – Tomorrow Never Dies
- 1997 – Farlig identitet
- 1999 – Rogue Trader
- 2001 – To End All Wars
- 2004–2008 – Mord i sinnet (TV-serie)
- 2005 – Stolthet & fördom
- 2007 – Flood
- 2008 – Små skandaler
- 2009 – Dorian Gray
- 2009 – St. Trinian's II
- 2011 – My Week with Marilyn
- 2011 – War Horse
- 2011 – Järnladyn
- 2012 – Anna Karenina
- 2012 – Gambit
- 2012 – Bel Ami
- 2014–2016 – Grantchester (TV-serie)
- 2015 – Kampen om tungvattnet (TV-serie)
- 2015 – The Danish Girl
- 2015 – Star Wars: The Force Awakens
- 2015–2019 – Poldark (TV-serie)
- 2015–2017 – Versailles (TV-serie)
- 2016–2017 – The Crown (TV-serie)
- 2017–2019 – Preacher (TV-serie)
- 2017 – Darkest Hour